# Melon de Bourgogne

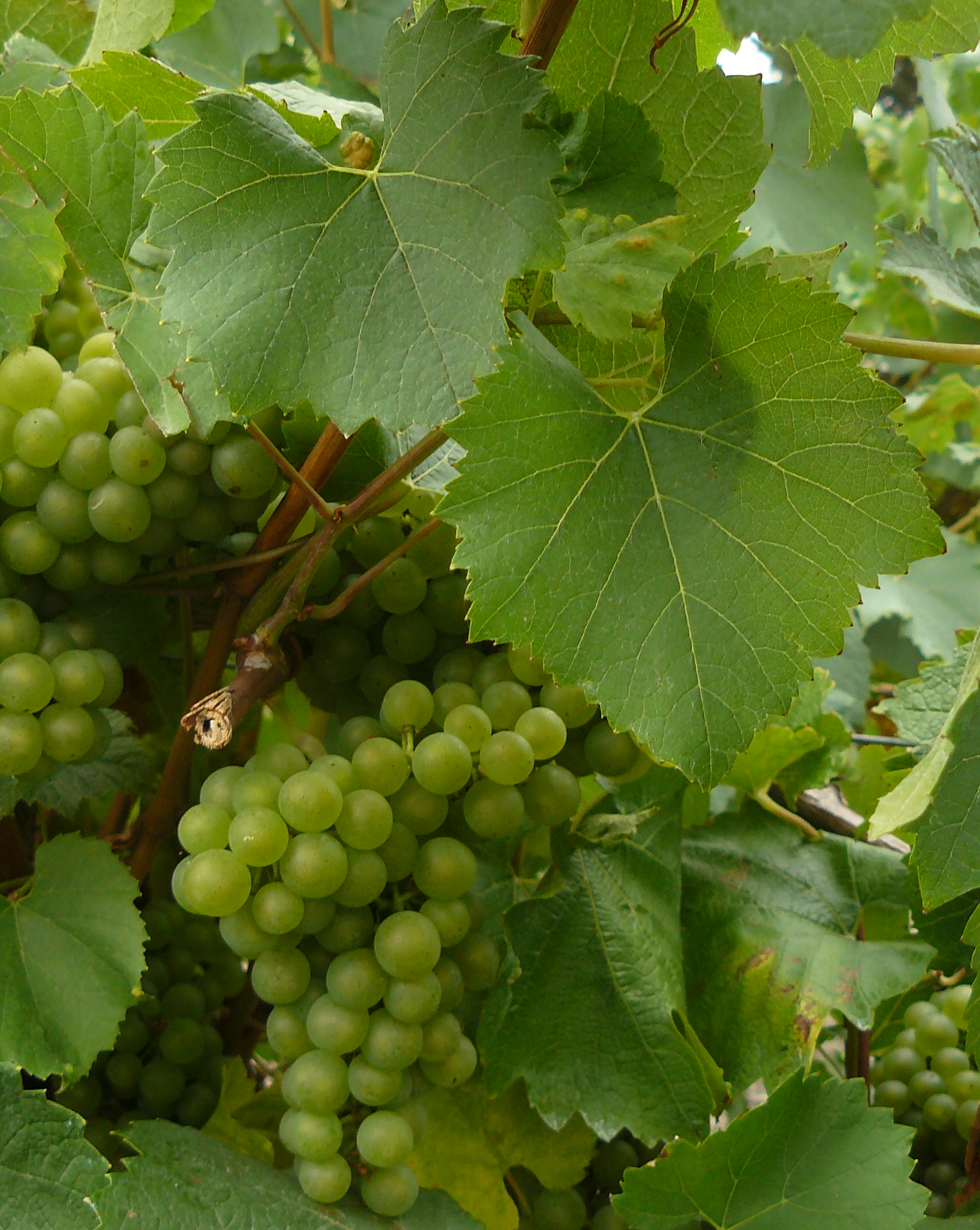
Melon de Bourgogne

Melon de Bourgogne ist eine alte burgundische Weißweinsorte, die in ihrem Herkunftsgebiet nur noch wenig angebaut wird, jedoch innerhalb des Weinbaugebiets Loire im französischen Département Loire-Atlantique unter dem Namen Muscadet weit verbreitet ist. 
In Frankreich wird sie auf 12.483 Hektar angebaut (Stand 2007, Quelle ONIVINS), der überwiegende Anteil als Muscadet im Département Loire-Atlantique. Weltweit sind ca. 14.000 Hektar bestockter Rebfläche bekannt. Bei vielen nach Kalifornien (→ Weinbau in Kalifornien) exportierten und dort irrtümlich als Pinot Blanc bezeichneten Rebstöcken handelte es sich tatsächlich um die Melon de Bourgogne. Kleinste Bestände sind in der Schweiz unter dem Namen Muscadet bekannt (0,06 Hektar, Stand 2009, Quelle: Office fédéral de l'agriculture OFAG.)
Der Melon de Bourgogne ist eine durchschnittlich kräftige Rebe mit anständigem Ertrag. Er ergibt einen angenehmen Wein mit wenig Säure.
Siehe auch die Artikel Weinbau in Frankreich und Weinbau in den Vereinigten Staaten sowie die Liste von Rebsorten.

## Herkunft
Eine 1999 durch Carole Meredith durchgeführte, breit angelegte DNA-Analyse mit 352 Rebsorten legt den Schluss nahe, dass die Melon de Bourgogne eine natürliche Kreuzung der Sorten Pinot blanc und Gouais Blanc ist. Aus der gleichen Untersuchung ging hervor, dass die Sorten Aligoté, Aubin Vert, Auxerrois, Bachet Noir, Beaunoir, Chardonnay, Dameron, Franc Noir de la Haute Saône, Gamay Blanc Gloriod, Gamay, Knipperlé, Peurion, Romorantin, Roublot und Sacy alle aus spontanen Kreuzungen zwischen Pinot und Gouais Blanc entstanden. Da der Pinot Noir jedoch genetisch sehr eng mit dem Pinot Blanc verwandt ist, liegt eine endgültige Bestätigung noch nicht vor, so dass die Wissenschaftler die Schreibweise Pinot x Gouais Blanc vorziehen.
Der Erfolg dieser spontanen Kreuzung wird dadurch erklärt, dass die beiden Elternsorten genetisch gesehen grundverschieden sind. Während die Sorten der Pinot-Familie vermutlich aus dem Burgund stammen, wurde der Gouais Blanc von den Römern nach Frankreich gebracht. In den Rebgärten des Burgunds und der südlichen Champagne standen beide Sorten während einiger Jahrhunderte im Gemischten Satz.
Abstammung: wahrscheinlich Pinot Blanc × Gouais Blanc

## Synonyme
Die Rebsorte Melon de Bourgogne ist auch unter den Namen Auxerrois gros, Biaune, Blanc de Nantes, Bourgogne blanche, Bourgogne verde, Bourgogne vert, Bourguignon blanc, Clozier, Feher Nagyburgundi, Feuille ronde, Gamay blanc, Gamay blanc à feuilles rondes, Gamay blanc feuilles rondes, Game kruglolistnyi, Gros Auxerrois, Gros blanc, Grosse Sainte-Marie, Lyonnais, Lyonnaise blanche, Malin blanc, Mele, Melon, Melon Blanc, Meurlon, Mourlon, Muscadet, Perry, Petit bourgogne, Petit muscadet, Petite biaune, Petite bourgogne, Pétoin, Pétouin, Picarneau, Plant de Lons-le-Saulnie, Pourrisseux, Roussette basse und Später Weisser Burgunder bekannt.